# Nancy Castillo
Nancy Denise Castillo García (Cali, 22 de mayo de 1965) es una política colombiana que ha sido congresista por el Partido Liberal. Desde ese cargo ha sido promotora de proyectos de ley de gran beneficio para la educación pública, la defensa de los derechos de la mujer y la prestación de servicios a la comunidad.
Castillo es contadora pública egresada de la Universidad Libre (Colombia), Especialista en Gerencia Financiera con énfasis Internacional es actualmente la única Representante a la Cámara Mujer por el Valle del Cauca en la Circunscripción Departamental.

## Biografía
Nancy Castillo nació en Cali en el Departamento del Valle del Cauca al suroccidente Colombiano. Hija de Alberto Castillo y Nelly García, y única mujer entre tres hermanos. Madre de tres hijos, realizó sus estudios de bachillerato en el Colegio de la Presentación y el Instituto Central de Comercio y Bachillerato. Contadora pública egresada de la Universidad Libre de Cali, Especialista en Gerencia Financiera con Énfasis Internacional.

## Trayectoria profesional
Durante su vida profesional ha adquirido experiencia en la administración pública en la que ha trabajado por más de 23 años, desempeñándose como funcionaria en empresas como la empresa de aseo municipal de Cali EMSIRVA E.S.P e INVICALI en el área financiera. 

### Congreso
Castillo fue elegida al Congreso de la República de Colombia como representante a la Cámara para el periodo 2006-2010 con 19.171 votos, y para el periodo 2010-2014 con 33.382 votos en el Valle del Cauca (Datos de la Registraduría Nacional del Estado Civil).
La Congresista es autora del Proyecto de Ley por medio de la cual la Nación se asocia a la celebración de los setenta y cinco (75) años de fundación y actividades académicas del Instituto Técnico Industrial "Antonio José Camacho" de Cali y se dictan otras disposiciones, iniciativa que pretende de acuerdo al presupuesto general de la nación, se destine parte de los recursos para la modernización del mismo en cuanto a estructura y elementos para sus diferentes áreas educativas, el presente proyecto se encuentra pendiente de darse segundo debate en la Plenaria del Senado de la República y posteriormente pasar a sanción presidencial y ser Ley de la República.
Autora del Proyecto de Ley mediante el cual se reglamenta la prestación de servicio en los Centros de Protección Social al Anciano, tanto públicos como privados.
Ponen del proyecto de ley en la Comisión Tercera, mediante el cual se logró ampliar el monto para la estampilla Pro-Univalle a 200 mil millones de pesos, lo anterior es de resaltar toda vez que la Ley 122 de 1.994 en su artículo 10 autorizaba su emisión hasta por la suma de 100 mil millones de pesos. Igualmente, en la Comisión Tercera de la Cámara fue Ponente del Proyecto de Ley “Mediante el cual se crea la estampilla pro-desarrollo de la Universidad Central del Valle del Cauca”, que permitió a la Universidad del Valle recursos adicionales para aumentar cobertura y modernizar su planta física, contribuyendo a mejorar la calidad educativa de la población más vulnerable.
Su participación es muy activa al interior de la Comisión Tercera, fue igualmente ponente de los siguientes proyectos de Ley:
“Por la cual se adiciona a la Ley marco de Comercio Exterior normas generales concernientes al régimen de aduanas y se dictan otras disposiciones”
“Por la cual se regula el arancel judicial”
“Por la cual se crea la emisión de la estampilla Universidad Nacional abierta y a distancia UNAD y se dictan otras disposiciones”
“Por medio del cual se autoriza la emisión de la estampilla Pro-Desarrollo del Instituto Técnico Central”
“Por medio de la cual se adoptan medidas para la inclusión social de personas con alto grado de fragilidad social y se crean estímulos tributarios”
“Por el cual se introducen algunas modificaciones a los artículos 42.18 y 43.1.8 de la Ley 715 de 2.001”.
Castillo forma parte de la Comisión para la Equidad de la Mujer del Congreso de la República, Presidenta de la Comisión para la vigencia 2012-2013, espacio en el cual se tratan temas importantes exclusivamente del Género Femenino donde lo que se pretende es buscar la protección permanente de cualquier abuso contra la Mujer.